# Épinette des Vosges

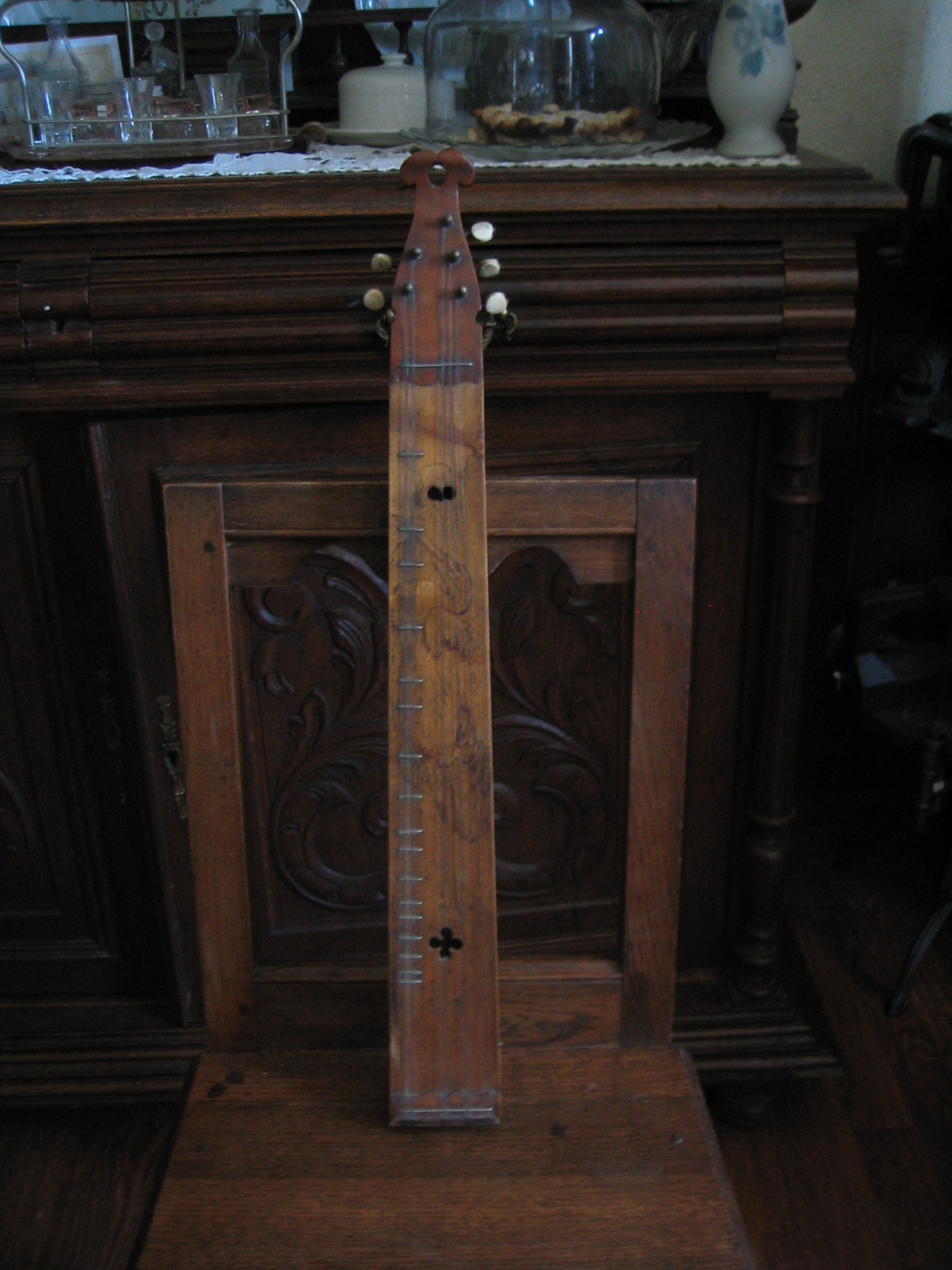
Traditionelle épinette des Vosges mit zwei Melodie- und drei Bordunsaiten. Die Anordnung der Bünde ergibt eine diatonische Tonfolge.

Épinette des Vosges ist eine Griffbrettzither mit einem langgestreckten Resonanzkasten, die im 18. Jahrhundert in Frankreich populär wurde und ihren Namen den Vogesen verdankt, wo sie vor allem in den Gemeinden Le Val-d’Ajol und Gérardmer im Département Vosges hergestellt und gespielt wird. Mit traditionell zwei Melodiesaiten und drei Bordunsaiten gehört die épinette des Vosges wie das ältere Scheitholt zu den Bordunzithern (französisch bûche, „Scheitholz“).

## Herkunft und Verbreitung

Moderne épinette des Vosges mit drei Melodie- und drei Bordunsaiten. Die Bünde erlauben eine chromatische Tonfolge.

Der einfachste Vertreter des Instrumententyps, bei dem Saiten parallel über einen geraden, einteiligen Saitenträger verlaufen, ist die konstruktiv mit dem Musikbogen verwandte, einsaitige Stabzither (auch Musikstab). Auf ein wegen seiner Bauform mögliches asiatisches Vorbild der langgestreckten europäischen Zithern mit mehreren Saiten macht Curt Sachs (1930) aufmerksam, indem er auf den Bericht Ueber die Musik-Instrumente der Katschinzen von Peter E. Ostrowskich (1895) verweist. Dieser handelt von den zu den Turkvölkern gehörenden Qatscha in Chakassien (Südsibirien) und bildet eine „Tschat’gàn“ genannte, bundlose Kastenzither mit sieben Saiten ab, bei der das Seitenverhältnis des langrechteckigen Korpus etwa 10:1 ausmacht. Die Länge des abgebildeten Instruments beträgt rund 150 Zentimeter, die Breite nimmt von 15 Zentimeter auf der einen bis 18 Zentimeter auf der anderen Seite zu. Epensänger begleiteten mit ihr oder mit der zweisaitigen Langhalslaute topchyl-khomys (bei Ostrowskich „Koms“, namensverwandt mit den Lauten komuz und agach kumuz) ihre Lieder. Neben der Korpusform entsprechen die beiden zu Schnecken eingerollten Enden beim „Tschat’gàn“ den dekorativen Enden des norwegischen langeleik, der schwedischen hummel, der niederländischen hommel, dem Scheitholz und der französischen épinette des Vosges.
Eine eigene Klasse von Kastenzithern, die „baltischen Psalter“, bilden die skandinavischen, baltischen und russischen Zithern, die in slawischen Sprachen mit dem Wortumfeld husle bekannt sind und zu denen beispielsweise die griffbrettlose finnische kantele gehört. Sie stammen aus einer alten, auf die Zeit der Chasaren zurückgehenden Kulturschicht und werden mit den um das 12. Jahrhundert datierten Funden von sogenannten „Nowgorod-Leiern“ in Verbindung gebracht.
Psalterien, deren Namen auf Altgriechisch psaltērion genannte Saiteninstrumente unterschiedlicher Bauart zurückgeht, werden als frühe Formen europäischer Zithern betrachtet. Diese gehören instrumentenkundlich zu den Kastenzithern, bei denen die Saiten parallel über der Oberseite eines Resonanzkastens verlaufen. Wegen der ungefähr trapezoiden Form des Resonanzkastens, dessen Umriss an den Rahmen von Harfen erinnert, lassen sich Psalterien als weiterentwickelte Harfen vorstellen, deren offene Mitte durch einen flachen Kasten ersetzt wurde. Entsprechend verstanden die frühchristlichen Autoren unter psaltērion meist eine dreieckige Harfe. Vorläufer der Psalterien sind die seit dem 10. Jahrhundert erwähnte, arabische Kastenzither qānūn und das persische Hackbrett santūr. Europäische Abbildungen aus dem 12. bis 15. Jahrhundert zeigen mehrere unterschiedliche Formen und Spielhaltungen von Psalterien. Am häufigsten ist das Psalterium in den Händen musizierender Engel dargestellt, also als Instrument der feinen christlichen Musik. Aus diesem Zusammenhang wurde das Instrument im 15. Jahrhundert offenbar herausgenommen, denn Sebastian Virdung nennt in Musica getutscht und außgezogen (1511) kleine Geigen, Psalterien und Trumscheit „onnütze Instrumenta“ und in einer von Balduin Hoyoul 1589 verfassten Bestandsaufnahme von Musikinstrumenten des Württembergischen Hofes in Stuttgart sind Psalterium, Trumscheit, Hackbrett und Triangel in die Abteilung „Fastnachtspiel“ herabgesunken. Dass das Psalterium im 16. Jahrhundert bereits am Verschwinden war, dürfte der Hauptgrund für dessen Geringschätzung gewesen sein.
Entwicklungsgeschichtlich könnte neben dem Psalterium das mittelalterliche Monochord als Vorläufer der älteren europäischen Zithern aufgefasst werden, eine nachweisbare direkte Verbindung besteht Anthony Baines (1996) zufolge dennoch nicht. Es gibt aber eine sprachliche Beziehung zwischen Monochord und Trumscheit. Der Name Trumscheit kommt erstmals – in der Schreibweise trumb schitt – als Übersetzung für „Monochord“ in einer Handschrift von 1417 des lateinisch-deutschen Wörterbuches Vocabularius ex quo vor und ist bis Anfang des 17. Jahrhunderts geläufig, als er in westeuropäischen Sprachen durch die Wortgruppe tromba marina, Marintrompete und Entsprechendes abgelöst wurde. Bis ins 18. Jahrhundert konnte das einsaitige Trumscheit auch als „Monochord“ bezeichnet werden. Daneben gab es Monochorde mit mehreren Saiten, um in musiktheoretischen Untersuchungen Intervalle zu vergleichen. So werden etwa im 14. Jahrhundert zwei oder eine größere Zahl von Saiten für das Monochord empfohlen.
Eine neue Art von Zithern mit Bünden, die vor dem 16. Jahrhundert kaum zu belegen sind, beschrieb erstmals Michael Praetorius in seinem Syntagma musicum (Band 2, 1619) unter dem Namen Scheitholt. Bei diesem als Bordunzither oder Griffbrettzither eingeordneten Zithertyp werden eine oder mehrere Saiten zur Melodiebildung an Bünden verkürzt und die übrigen Saiten dienen leer angeschlagen zur Begleitung. Eine mit den europäischen Bordunzithern in ihrer langrechteckigen Form vergleichbare, jedoch wesentlich ältere Griffbrettzither ist die chinesische guqin. Die Bordunzithern fanden Eingang in die Volksmusik von Zentraleuropa bis nach Island, Belgien (vlier, pinet, blokviool), Schweden (hommel), Norwegen (langeleik), Ungarn (citera) und Rumänien. In die Vereinigten Staaten brachten angelsächsische Einwanderer die Appalachian dulcimer und Pennsylvania Dutch die zitter mit. An die Stelle des Scheitholt trat im alpenländischen Raum zunächst die Scherrzither und nachfolgend die Normalzither. Typisch für die Bordunzithern sind zwei bis drei Melodiesaiten mit diatonisch angeordneten Bünden und dazu mehrere Bordunsaiten im Oktavabstand über dem Grundton und der Dominante.
Die épinette des Vosges ist die kleinste der Bordunzithern. Das französische Wort épinette bedeutet „Spinett“, während der Namenszusatz auf die Vogesen-Bergregion verweist, in der das Instrument im 18. Jahrhundert gespielt wurde und bis heute überlebt. Im 18. Jahrhundert wurde es in den Gemeinden Le Val-d’Ajol und Gérardmer in zwei unterschiedlichen Größen hergestellt, in letzterem Ort ist die épinette des Vosges 1723 erstmals schriftlich belegt. Von èpinette des Vosges sind die Namen mehrerer regional verbreiteter Bordunzithern in Belgien mit unterschiedlicher Form und Saitenzahl abgeleitet: pinet, epinet, espinet, spinet und épinette.

## Bauform und Spielweise

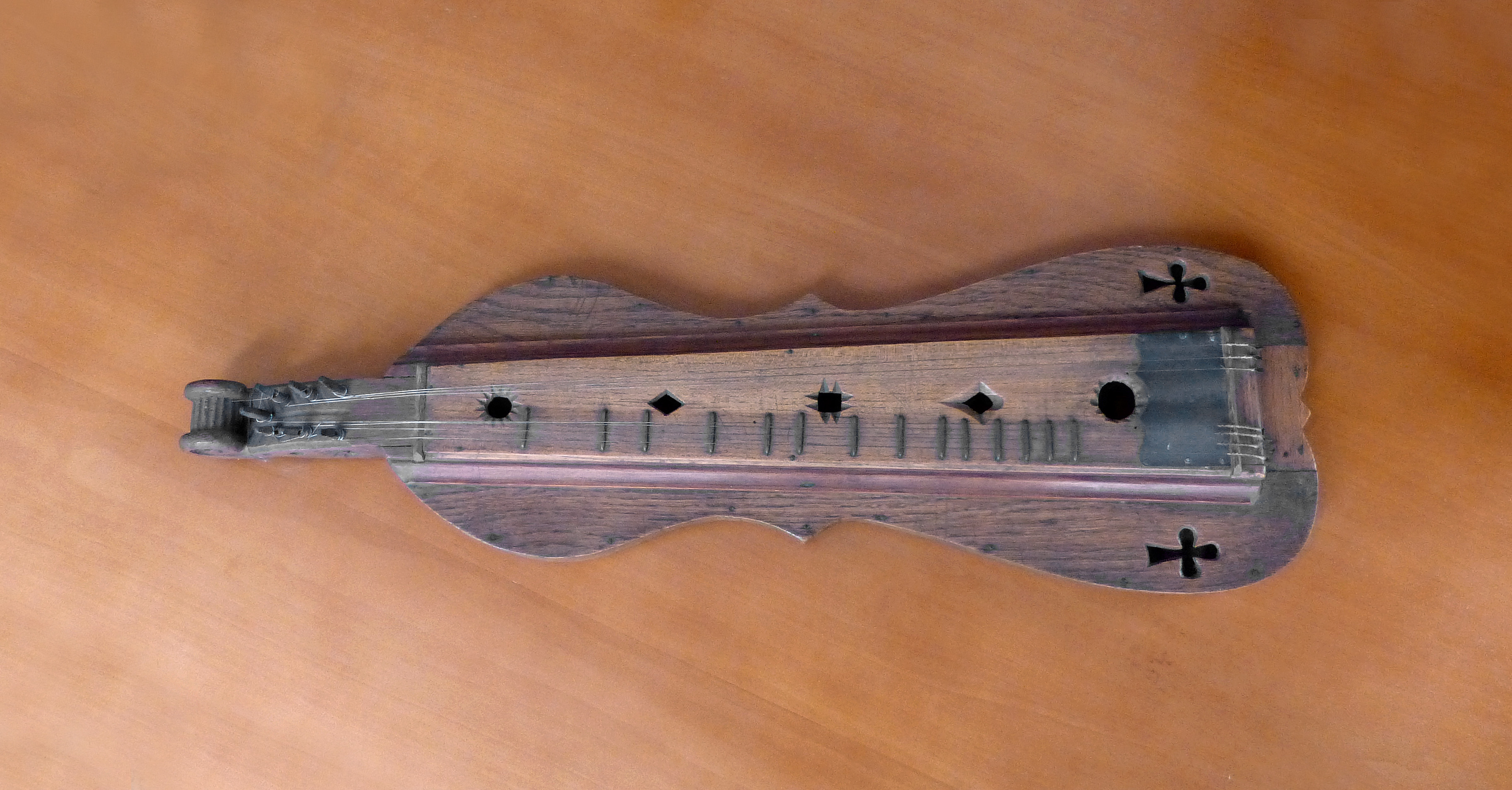
Épinette des Vosges mit einem breiten Resonanzkörper, vier Melodie- und drei Bordunsaiten im Musée départemental d’Art ancien et contemporain in Épinal, Département Vosges.

Das in Le Val-d’Ajol im 18. Jahrhundert hergestellte Instrument bestand aus einem 40 bis 50 Zentimeter langen, schmalen Resonanzkasten mit vier, später fünf Saiten und 14 Bünden unter den Melodiesaiten. Im 19. Jahrhundert wurde das Instrument auf 60 Zentimeter verlängert und die Zahl der Bünde auf 17 erhöht. Die in Gérardmer hergestellten Instrumente sind mit 70 bis 80 Zentimetern Länge und 10 bis 12 Zentimetern Breite deutlich größer. Die Höhe des Kastens, über den bis zu acht Saiten gespannt sind, beträgt 5 Zentimeter.
Der Resonanzkasten ist beim häufigsten Typ sehr schlank und verjüngt sich geringfügig vom unteren geraden Ende bis zum Wirbelkasten mit seitenständigen Holzwirbeln am anderen Ende, bei modernen Instrumenten auch mit Stimmmechanik. In der Decke ist unten ein kleines kleeblattförmiges und oben ein kleines herzförmiges Schallloch eingeschnitten. Der Wirbelkasten läuft in einer Schnecke oder einer anderen Schmuckform aus. Er befindet sich auf der linken Seite des Spielers, der das Instrument ungefähr quer vor sich auf seine Knie oder auf einen Tisch legt. Traditionelle Instrumente besitzen insgesamt fünf Metallsaiten, die von flachen, mit Kerben versehenen Sätteln an beiden Enden in Position gehalten werden. Zwei Melodiesaiten führen über 13 bis 17 Bünde aus Metall und sind unisono ungefähr auf g1 gestimmt, die Bordunsaiten passend auf g1 und c1 oder eine Oktave tiefer. Der Musiker verkürzt die beiden Melodiesaiten entweder mit einem quer übergelegten Stab, den er in der linken Hand hält, auf gleicher Tonhöhe oder er spielt die Melodielinie im Terzabstand, indem er die erste Saite mit dem Daumen und die zweite Saite mit Zeigefinger und Mittelfinger übereinander zugleich niederdrückt. Mit einem Gänsekiel als Plektrum in der rechten Hand streicht er bei der alten Spieltechnik, die Ende des 19. Jahrhunderts auch für die Appalachian dulcimer beschrieben wird, in einer Auf- und Abwärtsbewegung über alle fünf Saiten. Andere, von der Gitarre übernommene Zupftechniken sind möglich. Daneben sind Instrumente mit einem breiteren Resonanzkörper bekannt, die mit ihrer auf beiden Seiten doppelt ausgebauchten Form der Appalachian dulcimer ähneln und einen etwas volleren Klang produzieren.
Der bedeutendste Instrumentenbauer des 19. Jahrhunderts, der in seiner aktivsten Zeit um 500 épinette des Vosges pro Jahr hergestellt haben soll, war Amant Constant Lambert (genannt Amé Lambert, 1843–1908). Seine Instrumente sind 60 Zentimeter lang. Auf ihn geht die Einführung von Mandolinen-Stimmwirbeln im Jahr 1888 und von Stahlsaiten anstelle der bis dahin aufgezogenen Messingsaiten zurück. Weitere bekannte épinette-Hersteller waren Jean Joseph Perney (1835–1882), ein Schmied in der Gemeinde Fougerolles, und Albert Balandier (1872–1945), Lamberts Schwiegersohn.
Früher sangen Frauen in Frankreich bei gewissen gesellschaftlichen Anlässen Volkslieder, spielten im ländlichen Raum öffentlich jedoch kaum Musikinstrumente, allenfalls solche wie die als anspruchslos geltende épinette des Vosges. Sie ist das einzige erwähnenswerte traditionelle Saiteninstrument der französischen Volksmusik, abgesehen von dem in der baskischen Region Soule vorkommenden Psalterium ttun-ttun, dessen Saiten perkussiv mit einem Stöckchen geschlagen werden.
Zwischen den Weltkriegen war die épinette des Vosges nahezu verschwunden. Ihre Wiederbelebung in den 1950er Jahren ist im Besonderen Jules Vançon (1895–1980) aus Le Val-d’Ajol zu verdanken. Er zog sechs Saiten auf seine Instrumente auf, die mit 64 Zentimetern etwas länger als diejenigen von Lambert sind. Heute fertigt Christophe Toussaint sehr große Zithern an, die 84 Zentimeter lang und am unteren Ende 7 bis 11 sowie am oberen Ende 5 bis 7 Zentimeter breit sind. Diese modernen épinette des Vosges sind hybride Musikinstrumente, die auch Formelemente anderer Griffbrettzithern enthalten.
Bekannte gegenwärtige épinette-Spieler sind Christophe Toussaint, Jean-François Dutertre (1948–2017) und Jean-Loup Baly.